# رؤيس العضد
رؤيس العضد (بالإنجليزية: Capitulum of the humerus)‏ هو بارزة مستديرة وناعمة تقع في الجانب الوحشي من السطح المفصلي البعيد لعظم العضد في الطرف السفلي للعضد ، وذلك في علم التشريح البشري للذراع.
يتمفصل رؤيس العضد مع انخفاض على شكل الكأس يقع في رأس الكعبرة . ينحصر وجود رؤيس العضد على الجزء الأمامي السفلي من عظم العضد.
في غير البشر من الحيوانات رباعيات الأرجل، يستخدم اسم رؤيس العضد عموما مع الوُجَيه المَفْصِلِيّ الأمامي البطني لضلع القفص الصدري، وذلك في الأركوصورات (بالإنجليزية: Archosaurs)‏.

## في الليبيدوصوريات
في الليبيدوصوريات (بالإنجليزية: Lepidosaurs)‏ ، يكون رؤيس العضد و بكرة العضد جليّان في وسط السطح البطني (الأمامي في الأصناف المستقيمة) لعظم العضد في النهاية البعيدة.

## في الأركوصورات
في الأركوصورات (بالإنجليزية: Archosaurs)‏ غير الطائرة، بما في ذلك التماسيح ، لا يكون لرؤيس العضد و بكرة العضد لُقيمتا عضد وحشية وإنسية، على الترتيب. بل يتكون الجزء البعيد من عظم العضد من لقيمتين متمددتين بلطف، واحدة إنسية والأخرى وحشية، يفصلهما ثلم ضحل ليس بالغائر، وناتئ باسط.
في الطيور، حيث القائِمَة الأَمَامِيَّة متكيفة للطيران، يكون المكافئ الوظيفى هو اللقمة الظهرية لعظم العضد.

## صور اضافية

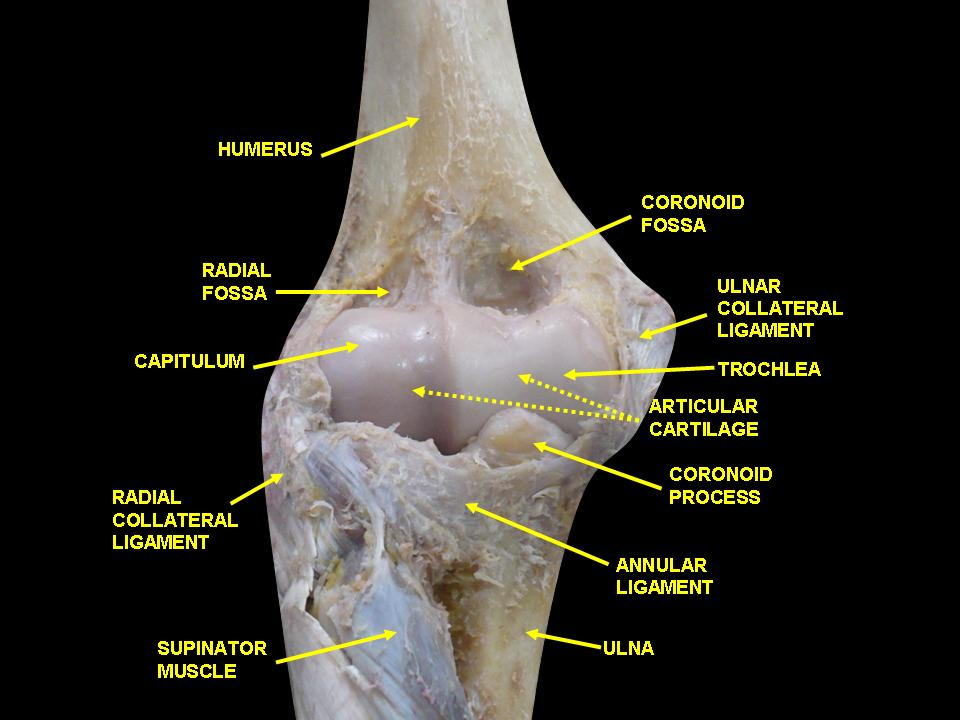
مفصل المرفق. عرض أمامي. تشريح عميق.
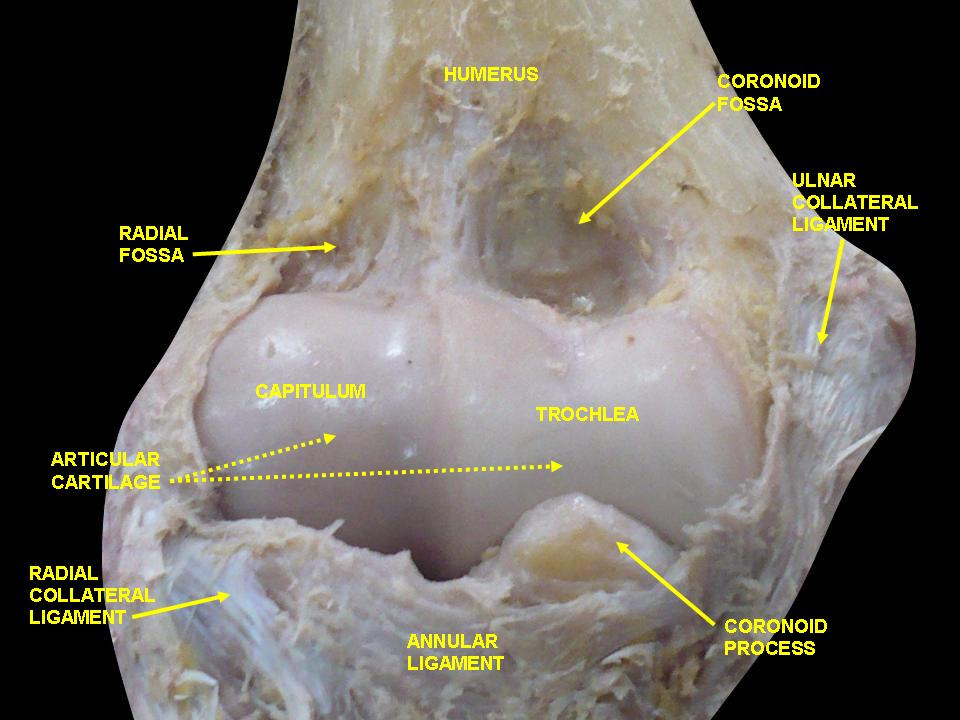
مفصل المرفق. عرض أمامي. تشريح عميق.
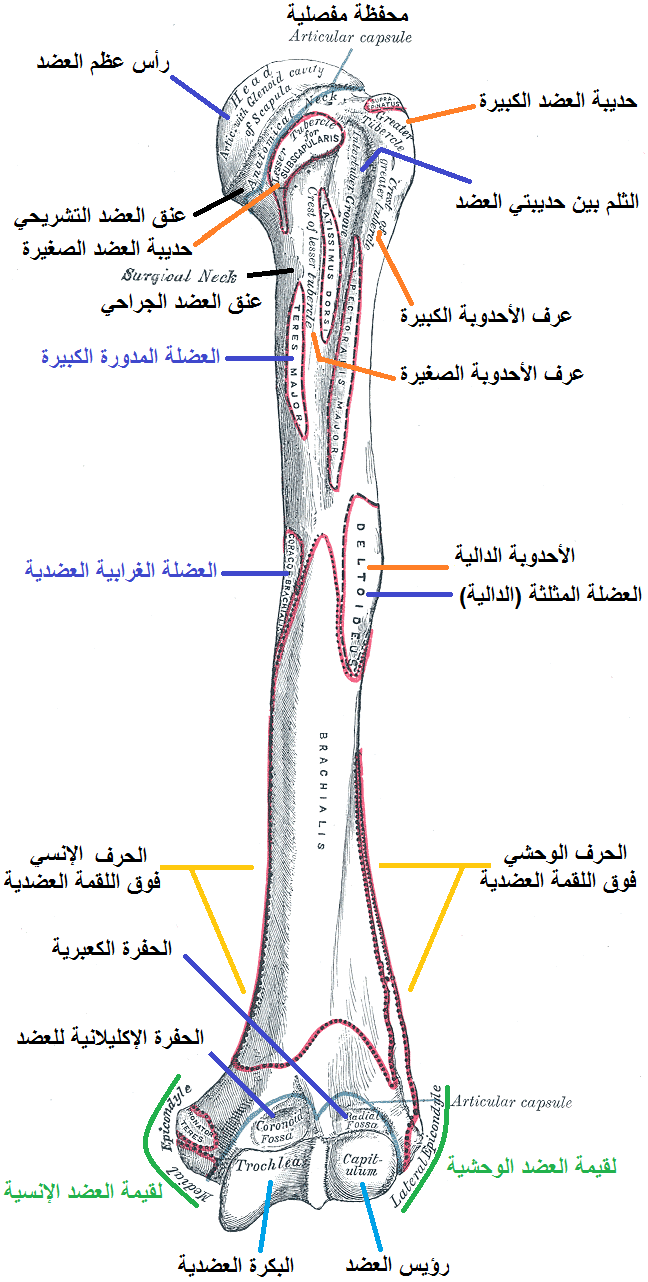
رسم توضيحي لعظمة العضد. عرض أمامي.
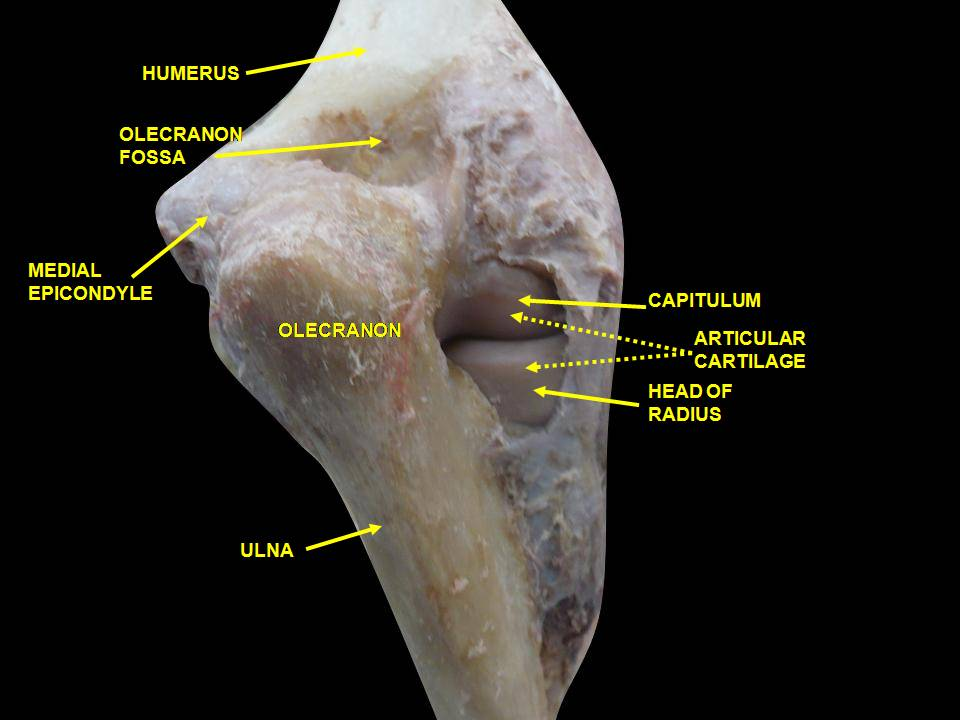
مفصل المرفق. عرض أمامي. تشريح خلفي.
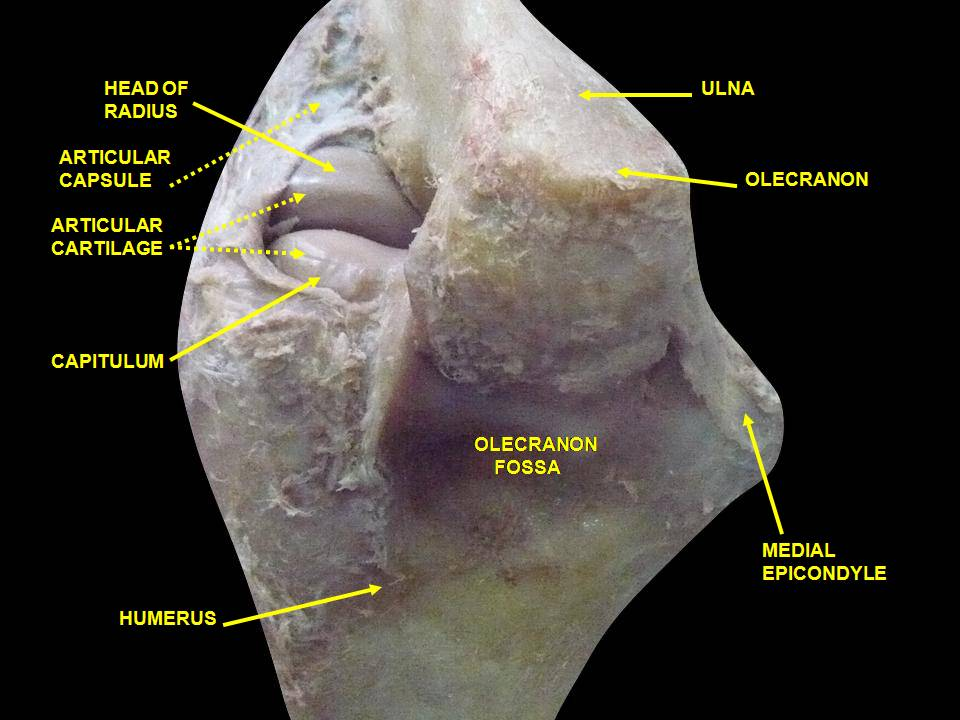
مفصل المرفق. عرض أمامي. تشريح خلفي.
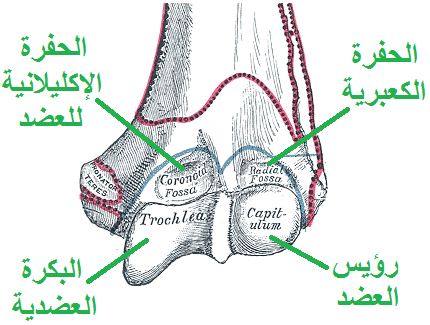
عرض أمامي للجزء البعيد (السفلي) من عظم العضد الأيسر.
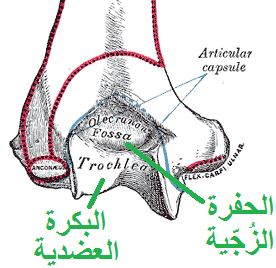
عرض خلفي للجزء البعيد (السفلي) من عظم العضد الأيسر.

## وصلات خارجية
- شكل تشريحي: 07:02-05 على موقع مركز سوني دونستات الطبي (تشريح بشري عبر الإنترنت).
- BiowebUW, cached at archive.org